# 山口和夫 (化学者)
山口 和夫（やまぐち かずお、1951年 - ）は、日本の化学者である。専門は生物有機化学、高分子化学 。光を利用した高機能性物質の生成に取り組む。

## 経歴
東京都出身。東京工業大学理学修士、東京工業大学理学博士、1989年度神奈川大学理学部講師、1991年助教授、2007年教授。

## 研究/受賞
- 2007 光分解性シランカップリング剤
- 2014 光分解性シランカップリング剤

## 著作・文献
- 困ったときの有機化学 （翻訳） 2009/06
- 有機化学演習 （共著） 2001/01
- 有機化学 （共著） 2000/09